# Красноглазая горлица
Красноглазая горлица (лат. Streptopelia semitorquata) — вид птиц семейства голубиных. Широко распространён в Африке.

## Описание
Красноглазая горлица — птица с длиной тела 30 см, что делает его немного крупнее дикой смеющейся горлицы и самым крупным видом горлиц в Африке. Голова сине-серая, передняя часть головы немного светлее. Мантия и спина тёмно-серо-коричневые. Маховые перья тёмные. Наружные кроющие крыла тёмно-голубые. Чёрная полоса на затылке окаймлена серебристо-серыми краями. Грудь и брюхо насыщенного рыжевато-коричневого цвета. Клюв чёрный. Радужная оболочка глаза тёмно-оранжевая. У молодых птиц окраска в целом более тусклая. У них также отсутствует чёрное шейное кольцо, которое видно только после ювенильной линьки.

## Распространение и образ жизни
В Африке обитает три подвида красноглазой горлицы. Номинативный подвид обитает в восточной Африке от Судана до северной Эфиопии, в центральном регионе Кении, Уганде, восточном Конго, Танзании, Трансваале и Квазулу-Натале. Также встречается в Йемене. Подвид S. s. minor колонизирует юг Сомали и прибрежные районы Кении. Подвид S. s. erythrophrys обитает в Западной Африке и колонизирует Сенегал вплоть до Анголы.
Местом его обитания являются лесные массивы. В основном заселяет места обитания с большими поверхностными водами в виде рек или озёр. Также встречается в местах, слабо покрытых деревьями, но здесь вид сравнительно редок.
Как и все представители рода горлиц, питается в основном на земле. Однако вид проводит больше времени на деревьях, чем другие горлицы. Питается семенами, зерном, арахисом и ягодами. Гнездо обычно строит на дереве или кустарнике. Кладка состоит из двух яиц.

## Разведение
Красноглазые горлицы впервые были показаны в зоопарке Амстердама в 1844 году. Птицы могут содержаться только парами. Вне сезона размножения самец может проявлять агрессию по отношению к самке. Это очень выносливые птицы, и, несмотря на их африканское происхождение, в Центральной Европе их можно содержать зимой в неотапливаемом укрытии.